# Zdzisław Kieturakis

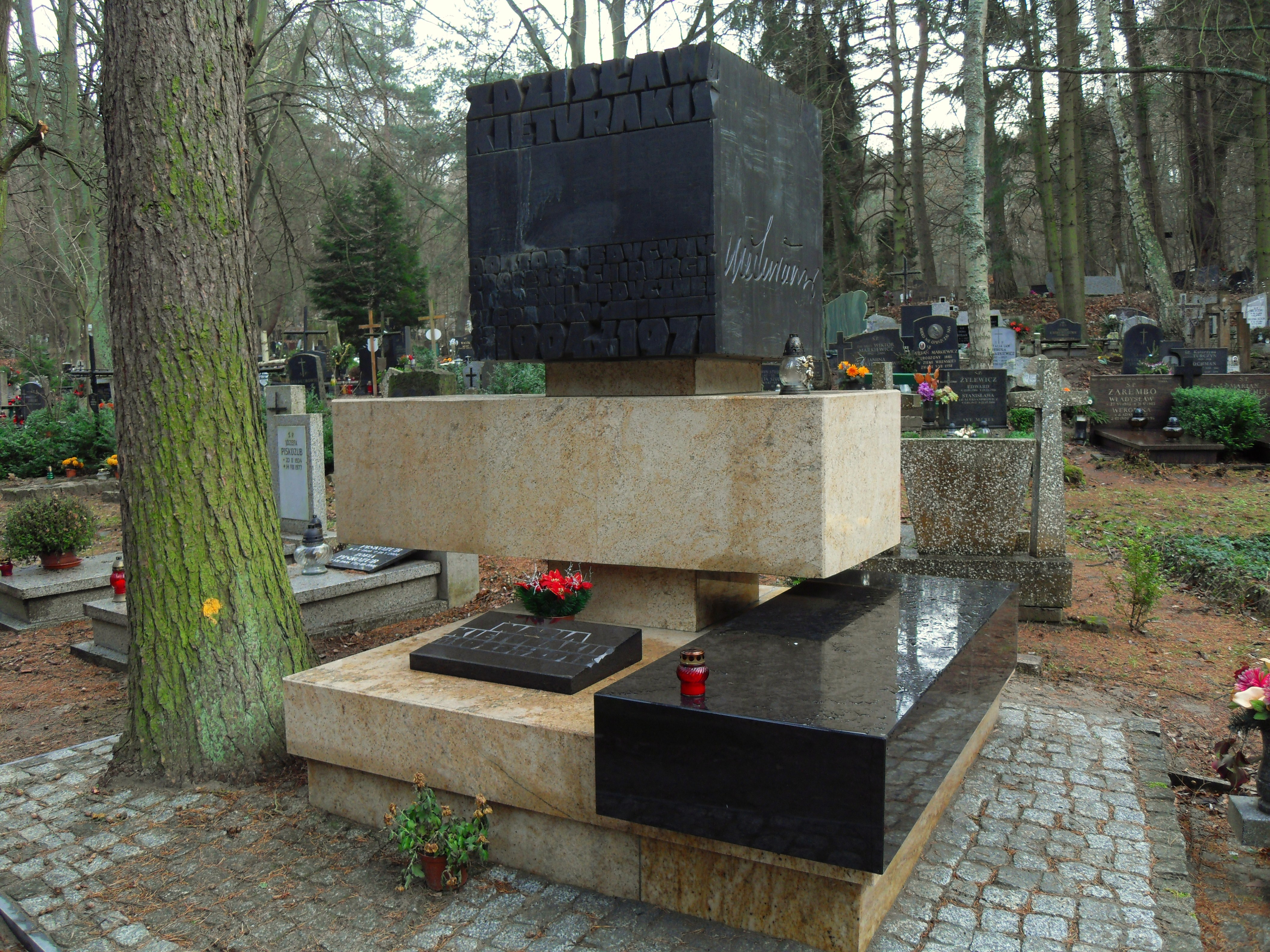
Grób prof. Kieturakisa na gdańskim Srebrzysku

Zdzisław Aleksander Kieturakis (ur. 25 listopada 1904 w Mstowie, zm. 7 listopada 1971 w Gdańsku) – profesor zwyczajny, chirurg, nauczyciel akademicki i przedstawiciel tzw. "wileńsko-gdańskiej szkoły chirurgicznej".

## Życiorys
Syn Stanisława. Został absolwentem wydziału lekarskiego Uniwersytetu Stefana Batorego w Wilnie w 1934. Pracę lekarską rozpoczął jako wolontariusz w Klinice Chirurgicznej prof. Kornela Michejdy. Należał do medycznej Polskiej Korporacji Akademickiej Leonidania, w której w latach 1930-32 pełnił funkcję Oldermana (wychowawcy). Na stopień podporucznika został mianowany ze starszeństwem z 1 stycznia 1935 i 235. lokatą w korpusie oficerów rezerwy sanitarnych. Tytuł doktora medycyny uzyskał w 1938 w oparciu o rozprawę O leczeniu ropnych zapaleń opłucnej na podstawie materiału klinicznego, a w roku następnym – w wieku lat 35 – otrzymał nominację na stanowisko adiunkta uniwersyteckiej kliniki chirurgicznej. 
W okresie kampanii wrześniowej został zmobilizowany i pełnił służbę w garnizonie wileńskim. Po krótkim okresie internowania został zwolniony z rozwiązanej tymczasem kliniki uniwersyteckiej. Okres II wojny światowej spędził w Wilnie, gdzie brał czynny udział w strukturach ruchu oporu Armii Krajowej organizując opiekę lekarską i operując żołnierzy AK.
Pod koniec roku 1945 Kieturakis opuścił Wilno i po krótkich pobytach w Łodzi i w Kaliszu objął stanowisko adiunkta kliniki chirurgicznej w nowo powstałej Akademii Lekarskiej w Gdańsku. W 1948 na podstawie rozprawy Z dziedziny chirurgii kamicy żółciowej otrzymał habilitację i uzyskał tytuł docenta. W 1949 roku zorganizował III katedrę i klinikę chirurgiczną Akademii Lekarskiej, którą kierował aż do swojej śmierci w roku 1971.
Był prekursorem wielu nowych metod leczenia chorób wrzodowych i nowotworowych. Jego zainteresowania badawcze dotyczyły chirurgii wątroby i dróg żółciowych, przewodu pokarmowego i gruczołów wewnętrznych. Jako pierwszy w Polsce wszczepił elektryczny rozrusznik serca. Wiele jego publikacji pozostaje do dziś źródłem aktualnej wiedzy medycznej. Wykształcił grono doskonałych chirurgów, z których dziesięciu uzyskało stopień doktora habilitowanego, a wielu innych doktora medycyny. Zasługi profesora Kieturakisa dla gdańskiej medycyny i nauki zostały uhonorowane przyznaniem mu tytułu "Gdańszczanin XX–lecia". Był członkiem wielu towarzystw naukowych w kraju i zagranicą, kierował pracą Oddziału Pomorskiego Towarzystwa Chirurgów Polskich. Przewodniczący Miejskiego Komitetu Frontu Jedności Narodu.
Został pochowany na Cmentarzu Srebrzysko w Gdańsku. Na jego pomniku wyryto tekst przysięgi Hipokratesa.
Jego imieniem nazwano m.in. szkołę medyczną w Wejherowie. 15 października 2012 roku nazwano salę wykładową w Uniwersyteckim Centrum Klinicznym w Gdańsku jego imieniem. W 2022 został patronem tramwaju Pesa Jazz Duo, o numerze bocznym 1082
W latach 60. kursowało po Gdańsku powiedzenie podkreślające wybitne zdolności chirurgiczne profesora Kieturakisa: Ciebie to już tylko Kieturakis może poskładać. W innej wersji brzmiało to tak: "Jak cię pobiję, to nawet Kieturakis cię nie poskłada."
Pochowany na Cmentarzu Srebrzysko w Gdańsku (rejon IX, kwatera profesorów).

## Odznaczenia
- Złoty Krzyż Zasługi (1953)[5]
- Krzyż Kawalerski, Oficerski i Komandorski Orderu Odrodzenia Polski, Medal 10-lecia PRL, odznaka Polskiego Czerwonego Krzyża, „Tysiąclecia Państwa Polskiego”, „Za Wzorową Pracę w Służbie Zdrowia”[6].